# بازگشت پسر ولخرج
بازگشت پسر ولخرج (عربی: عودة الابن الضال) یک فیلم به کارگردانی یوسف شاهین است که در سال ۱۹۷۶ منتشر شد. از بازیگران آن می‌توان به محمود الملیجی اشاره کرد.